# پیتاپورام
پیتاپورام (به انگلیسی: Pithapuram) یک منطقهٔ مسکونی در هند است که در پیتاپورام ماندال واقع شده است. پیتاپورام ۴۱٫۱۳ کیلومتر مربع مساحت و ۵۲٬۳۶۰ نفر جمعیت دارد و ۱۰ متر بالاتر از سطح دریا واقع شده است.